# Peéry Rezső
Peéry Rezső (eredetileg Limbacher) (Pozsony, 1910. március 27. – Stuttgart, 1977. november 11.) író, publicista.

## Élete
Iskoláit szülővárosában kezdte, egyetemi tanulmányait Pozsonyban, Prágában és Párizsban végezte. 1932-ben magyar–francia–filozófia szakos tanári oklevelet szerzett. 
A Sarló mozgalom egyik alapítója és vezéregyénisége volt. Eleinte elsősorban baloldali lapokba írt, az 1930-as évek közepétől azonban már a polgári eszmék hirdetője. Egy ideig a pozsonyi magyar gimnáziumban tanított, de 1938-ban eltávolították tanári állásából. Újságíróként kereste kenyerét, és az Esti Újság munkatársa lett. A szlovákiai magyar publicisztika meghatározó alakjává vált. Az első bécsi döntést követően Pozsonyban maradt. Szalatnai Rezsőhöz hasonlóan lapszerkesztőként és publicistaként az első Szlovák Köztársaságban élő és a fasizmust elutasító magyarság egyik szellemi vezetője volt. 
Az 1945 utáni jogfosztottság idején nyíltan tiltakozott a szlovákiai magyarokat ért megtorlások miatt, s több memorandumot is megfogalmazott. A jogfosztó intézkedések miatt 1946-ban Magyarországra költözött, ahol egy ideig a szociáldemokrata párt budapesti irodájában dolgozott, majd 1948-ban Mosonmagyaróvárott a piarista gimnázium tanára, majd igazgatója lett.
1950-ben került Sopronba. Először az akkori Leánygimnázium, majd a Berzsenyi Dániel Gimnázium igazgatója lett. 1954–1956 között a Soproni Szabadegyetem vezetője volt.
1956-ban a soproni Ideiglenes Nemzeti tanács elnökhelyettese volt. A forradalom bukása után novemberben emigrációba vonult. Egy ideig Ausztriában tanított, de egy tanügyi beadványa után összefogtak ellene, s ismét eltávolították állásából. Később Stuttgartban telepedett le, és a reutlingeni pedagógiai főiskola könyvtárosa lett. A magyar emigráció lapjaiban aktív publicisztikai tevékenységet folytatott, de munkatársa volt a Szabad Európa Rádiónak is. 
1971–1974 között a Németországi Magyar Írók Munkaközössége egyik alapítója és elnöke volt.
Tanítványa volt többek között Ébert Tibor szlovákiai magyar író, költő, kritikus, esztéta, zeneművész.

## Művei
- 1941 Perem-magyarok az idő sodrában
- 1962 Réforme et révolution en Pannonie. Brüsszel
- 1975 Requiem egy országrészért. München
- 1977 Malomkövek között. Találkozások kortársakkal. Feljegyzések, beszámolók, karcolatok. Stuttgart
- 1993 Gondolatok a tehervagonban, avagy védőbeszéd a szlovákiai magyarok perében. Cikkek, esszék, tanulmányok, levelek 1945–1948
- 1994 A végzet bábjátéka, avagy Peremmagyarok az idő sodrában
- 1996 Európa önvédelme, avagy magánbeszéd az egyszemélyes hazáról
- Szemben az emlékekkel. Kelet-európai feljegyzések 1948–1953. A hirtenbergi kézirat; rajz Halmi-Horváth István, kézirat-rekonstr., szöveggond. Tóth László; Ister, Bp., 2001
- Kedves Rezső! Drága Bió! Peéry Rezső és Szalatnai Rezső levelezése; szerk., jegyz. Filep Tamás Gusztáv; Present–Noran, Bp., 2001
- Eszmék és rögeszmék. Cikkek, esszék, levelek, naplók; vál., gond., előszó, jegyz. Tóth László; Median, Pozsony, 2011